# 府元晶
府元 晶（ふもと あきら、1971年5月27日 - ）は北海道苫小牧市出身のゲームライターである。「ゲイムマン」という名前(かつては「ザ・ウィナー」名義だった)で、覆面をつけて活動することが多い。慶應義塾高等学校、慶應義塾大学文学部卒。悪役商会所属。母は札幌テレビ放送元アナウンサーで悪役商会社長を務める竹谷英子。
ゲーム脳がマスコミで持ち上げられていた2002年から2003年にかけて、ガイドを務めていたAllAbout「ゲーム業界ニュース」で山本弘や斎藤環にインタビューをし、ゲーム脳がいかに怪しい話であるかをまとめた。
2005年より2012年まで、ITmediaで「レトロゲームが大好きだ」を連載していた。
iOS向けゲームアプリ『よこはま妖精アドベンチャー1986』（フィーチャーフォン向け『横浜妖精奇譚』の移植）、『ナゴヤランド』等を制作している。

## 雑誌
- ウォーロック（休刊）（タケヤアラタ名義）
- マイコンBASICマガジン（休刊）（竹矢新名義）

## 著書
- レトロゲームが大好きだ 昭和編
- レトロゲームが大好きだ 平成編（いずれもマイクロマガジン社）

ITmediaの連載に加筆修正したもの。
- テレビゲームのちょっといいおはなし・3（CESA配布の小冊子）「ゲーム脳とは何か?」

## 出演したテレビ番組
- GameWave（テレビ東京）
- TVチャンピオン（テレビ東京）
- 溜池Now（GyaO）
- クリエイターズライブ！（BS-TBS）
- 『ぷっ』すま（テレビ朝日）
- エンタdeパンチ（エンタ!371）月曜レギュラー（番組終了）
- フジテレビからの～！（フジテレビ）
- おぎやはぎ小木のナツハチ党!〜80'sの愛し方〜（ファミリー劇場）

なお『よゐこのKIDSぱらだいす!』（キッズステーション）に出演している「ゲームマン」は府元ではなく、Over Drive・緒方。

## イベント
- 東京ゲームショウレトロゲームアワード2007（審査員として）